# Михеев, Анатолий Дмитриевич
Анатолий Дмитриевич Михеев (1933—2013) — советский и российский ботаник, исследователь флоры Северного Кавказа и Ульяновской области, доктор биологических наук.

## Биография
Родился 9 июня 1933 года в деревне Музга Череповецкого района Вологодской области в крестьянской семье. Отец — Дмитрий Иванович (1894—1944), прошёл трудовой путь от рядового колхозника до председателя колхоза, участвовал в Первой мировой и Великой Отечественной войнах, и погиб в 1944 году в боях за освобождение Польши. Мать — Зоя Осиповна (1898—1982), также работала в колхозе, и после смерти мужа осталась одна с четырьмя детьми.
Школьные годы пришлись на тяжёлое военное время. В 1947 году он окончил среднюю семилетнюю школу в соседней деревне Ильинское, по окончании которой поступил в профессионально-техническое учебное заведение в городе Рыбинске Ярославской области, где обучался на мастера-модельщика по дереву.
Первая запись в трудовой книжке — «Южно-Уральский машиностроительный завод — ЮжУралМаш» в г. Орске Оренбургской области. Там же, в 1951 году в школе рабочей молодёжи он получил среднее полное образование. Руководство завода предлагало Анатолию Дмитриевичу получить высшее профессиональное образование, и было готово оплачивать обучение в политехническом институте. Михеева не устраивала перспектива возвращения на завод, и Анатолий поступил в Российскую ордена Ленина сельскохозяйственную академию им. К. А. Тимирязева в Москве на аграрный факультет. Окончив её с отличием в 1956 г. он по распределению попал в Приморский край, где работал бригадиром в овощемолочном совхозе, затем агрономом в совхозе им. Сунь Ятсена.
С 1960 по 1963 гг. обучался в аспирантуре альма-матер на кафедре ботаники под руководством геоботаника и фитоморфолога, доктора биологических наук Владимира Геннадьевича Хржановского. Итогом изучения флоры Среднего Поволжья в 1960—1962 гг. стала диссертация на соискание учёной степени кандидата биологических наук «Флора и растительность Новоспасского и Радищевского районов Ульяновской области», защита которой состоялась в 1964 году в Москве.
После окончания аспирантуры Анатолий Михеев 3 года работал в Московском геологогеохимическом тресте, где занимался вопросами индикации геохимической ситуации по растительному покрову, исследовал рудопроявления и месторождения ртути и полиметаллов, изучал гиббситоносную кору выветривания Западного Кавказа и Закавказья. После закрытия треста в 1968 г. он занялся преподавательской работой. На протяжении 11 лет доцент А. Д. Михеев поочерёдно работал в Великолукском сельскохозяйственном институте, Пятигорском фармацевтическом институте, Ставропольском педагогическом институте, Ярославском филиале Российской сельскохозяйственной академии им. К. А. Тимирязева и Краснодарском государственном университете. Некоторое время он работал старшим научным сотрудником в Никитском ботаническом саду близ г. Ялта в Крыму.
В 1979 году Анатолий Дмитриевич приглашён старшим мастером в Пятигорский трест «Горзеленхоз», где занимался вопросами организации ботанического сада на базе Перкальского Арборетума. После изучения его территории, А. Д. Михеев составил положительное заключение о целесообразности и необходимости создания ботанического сада.
В 1982 году в Пятигорске был организован Опорный пункт Ботанического института Академии наук СССР, куда Анатолий Дмитриевич перешёл старшим инженером, а в 1983 г. переведён в старшие научные сотрудники и утверждён в должности заведующего. Именно тогда Анатолий Дмитриевич сформулировал основные направления деятельности Опорного пункта:
1. изучение флоры Северного Кавказа и мониторинг флоры и растительности региона;
2. интродукция «полезных» растений из сходных климатических зон земного шара для озеленения городов-курортов Предкавказья;
3. создание коллекционного фонда редких и исчезающих видов флоры Кавказа, изучение их систематики и экологии, разработка мер их охраны;
4. пропаганда биолого-экологических знаний и идей охраны природы среди населения.

При Михееве в арборетуме были заложены декоративный, карантинный и лекарственный участки и фрутицетум. Количество культивируемых видов достигало 500 наименований. Анатолий Дмитриевич обогатил коллекционный фонд Опорного пункта БИН благодаря многочисленным экспедициям по Центральному и Западному Кавказу, Восточному Закавказью, Дагестану и Колхиде. Таким образом, фонд культивируемых растений достиг 1500 видов, а гербарий кавказской флоры покрытосеменных растений — 3000 видов. Однако в связи с событиями 90-х гг. XX в. разработанный проект создания Пятигорского ботанического сада остался неосуществлённым, и Опорный пункт был преобразован в Эколого-ботаническую станцию «Пятигорск», филиал БИН РАН имени В. Л. Комарова.
А. Д. Михеев на протяжении 30 лет бессменно занимал пост заведующего Опорным пунктом и заслужил репутацию крупного специалиста в области флоры Кавказа. В годы его руководства была проведена инвентаризация флоры региона Кавказских Минеральных Вод, что стало основой его докторской диссертации «Флора региона Кавказских Минеральных Вод и прилегающих территорий (анализ и вопросы охраны)», защищённой в 2000 году в Санкт-Петербурге.
Скоропостижно скончался 13 октября 2013 г. и погребён на кладбище посёлка Иноземцево города Железноводска Ставропольского края.

## Вклад в науку
Научные интересы Анатолия Дмитриевича Михеева — биогеография, систематика сосудистых растений и флористика, сформировались во время работы на Кавказе. Он работал над обзорами родов Gladiolus, Iris и Papaver. В общей сложности им опубликовано более 130 работ. Из Предкавказья Михеев описал 20 новых для науки видов сосудистых растений, среди которых Centaurea scripczinskyi, Eremurus zangezuricus, Papaver alberti, Papaver stevenianum, Papaver tichomirovii и другие. Интересовали А. Д. Михеева и вопросы сохранения редких видов растений.
А. Д. Михеев был соавтором монографий «Каталог культивируемых древесных растений России» (1999), «Каталог культивируемых древесных растений Северного Кавказа» (2002), «Конспект флоры Кавказа» (2006). В «Красной книге Российской Федерации (растения и грибы)» (2008) приведены его очерки о 20 видах: Anemone blanda, Asphodeline taurica, Asphodeline tenuior, Colchicum laetum, Crambe cordifolia, Crambe koktebelica, Daphne baksanica, Erodium stevenii, Euonymus nanus, Fritillaria caucasica, Galanthus bortkewitschianus, Galanthus nivalis, Ornithogalum arcuatum, Paeonia kavachensis, Papaver bracteatum, Papaver lisae, Papaver orientale, Scabiosa olgae, Spiranthes spiralis и Stelleropsis caucasica.
Диссертационное исследование А. Д. Михеева «Флора и растительность Новоспасского и Радищевского районов Ульяновской области» (1964) по сей день не потеряло своей актуальности и остаётся полемичным для специалистов разных направлений биологической науки. Во-первых, территориально оно охватывает Среднее Поволжье — один из немногих рефугиумов реликтовой флоры; во-вторых, посвящено главной проблеме ботанической географии — истории флоры и растительности.
Флора Новоспасского и Радищевского районов относительно богата и оригинальна: в её составе выявлен 961 вид сосудистых растений из 412 родов и 90 семейств. Из них 73 вида оказались новыми для флоры Ульяновской области, а 5 — для флоры средней полосы европейской части СССР (Artemisia nitrosa, Asperula galioides, Helianthemum grangiflorum, Thymus stepposus и Diplotaxis muralis).
Со Среднего Поволжья Михеев совместно с В. Г. Хржановским описал новый вид вейника — Calamagrostis creticola. От близкого вида Calamagrostis epigeios он отличается более тонким стеблем, обильно опушёнными влагалищами листьев, рыхлым соцветием, короткими (до 2,5 мм длины) круто усечёнными на верхушке язычками и остью нижней цветковой чешуйки, прикреплённой в верхней трети её спинки. Этот вид встречается на выходах карбонатных пород в горных сосняках.
Анатолий Дмитриевич установил 3 особые формы, заслуживающие, по его мнению, дальнейшего изучения: Helianthemum grandiflorum f. glabrata (выделяющуюся интенсивностью опушения листьев и величиной прилистников), Роа stepposa f. creticola (выделяющуюся формой метёлки, числом веточек нижней мутовки, числом цветков в колоске и экологией) и Potentilla supina var. erecta (выделяющуюся особенностями габитуса и экологией).
Проделанный учёным флористический анализ показал, что на территории Приволжской возвышенности, кроме широко известных очагов реликтовой флоры (Жигули, окрестности г. Пензы, Сергачский и Арзамасский районы Нижегородской области), выделяется не менее интересный в этом же отношении юг Новоспасского и Радищевского районов. Здесь Михеев выделил 4 группы реликтовых растений:
1. западноевропейско-средиземноморские дизъюнктивные реликты доледникового времени (миоцена) на меловых почвах: Helianthemum grandiflorum, Asperula galioides, Diplotaxis murаlis и Globularia aphyllanthes;
2. аралокаспийские, центрально-азиатские и средиземноморские реликты-ксерофиты ледниковой эпохи: Artemisia nitrosa и Galatella ledebouriana (имеющие значительный разрыв ареалов) и Atriplex oblongifolia, Ephedra distachya, Kochia prostrata, Salsola tamarisciana, Goniolimon elatum, Allium linearе, Agropyron desertorum, Stipa lessingiana и Psathyrosta cliysjuncea (не имеющие видимых дизъюнкций ареалов, находящиеся в Поволжье на северной или северо-западной границе своего распространения);
3. реликты пребореального периода («нижняя ель»): Thelycrania alba, Rubes pubescens, Rubes nessensis, Juniperus communis, Carex juncella, Batrachium trichophyllum и другие;
4. реликты термофильных широколиственных лесов атлантического периода: Scutellaria altissima, Trapa natans, Salvinia natans и Dentaria quinquefolia.

Во флоре Новоспасского и Радищевского районов Анатолий Дмитриевич в связи с их экологическими и историческими условиями выявил распространение 11 эндемичных видов растений для Поволжья: Asperula exasperata, Astragalus zingeri, Campanula volgensis, Dianthus volgicus, Euphorbia volgensis, Jurinea ledebourii, Koeleria sclеrophylla, Scutellaria cisvolgensis, Silene baschkirorum, Tanacetum sclerophyllum и Thymus dubjanskii.
А. Д. Михеев показал многообразие растительных ассоциаций и их комплексов через призму сложного геологического и геоморфологического строения и пёстрого почвенного покрова южной части Ульяновской области. Из рассмотренных элементов степного ландшафта на меловом элювии по вершинам холмов на верхнем плато наиболее характерными оказались остатки сохранившейся формации Avenastrum desertorum и реже Stipa lessingiana.
На меловых обнажениях, меловом рухляке и осыпях мелового щебня распространены растения-пионеры мелов, ассоциации в стадии формирования и фрагменты тимьяниковой степи.
Для западин меловых бугров и нижних частей склонов с мощными карбонатными чернозёмами обычны ассоциации с господством Stipa ioannis; по опушкам лесов на склонах северных экспозиций на маломощных перегнойно-карбонатных почвах встречаются фрагменты формации Stipa pulcherrima; большие пространства степи на карбонатных породах занимает формация Stipa capillata и спорадически встречается формация Bromopsis riparia, приуроченная к среднему плато. С типичными чернозёмами на делювиальных суглинках и глинах нижнего плато связаны ассоциации Festuca sulcata и Koeleria gracilis.
Выходам нижнемеловых соленосных глин на крутых западных склонах низовьев балок свойственны группировки полыней (Artemisia austriaca, Artemisia monogyna. и Artemisia nitrosa), Kochia prostrata и их комплексы с Koeleria gracilis и Festuca sulcata var. vаlesiaca. Участки разнотравно-мелкодерновиннозлаковой луговой степи с неглубоко залегающими засолёнными глинами представлены её галофильным вариантом с участием Silaus besseri.
Вершины песчано-каменистых бугров по-крыты ассоциацией с господством Festuca valesiaca и Stipa capillata с петрофитами и псаммофитами. У подножья этих бугров и по нижним частям склонов встречаются сообщества, сложенные Stipa ioannis, мелкодерновинными знаками и разнотравьем. На притеррасной плакорной части песчаных водоразделов простираются змеёвковые лугостепи (Cleistogenes squarrosa, разнотравье и мелкодерновинные злаки). На развеваемых песках встречаются полукустарнички-псаммофиты Dianthus volgicus и Thymus serpyllum, на дюнах — Agropyron lolioides.
Сохранившаяся луговая растительность представлена формациями Agrostis alba, Deschampsia caespitosa и Festuca rubra. В пойменных озёрах и полосах зарастания довольно разнообразны сообщества гидатофитов и гидрофитов.
Михеев продолжил рассмотрение важнейшего теоретического вопроса геоботаники о взаимоотношении леса и степи. На примере южной части Ульяновской области он показал, что решающую роль в распределении леса и степи в Поволжье сыграли физические и химические свойства почвогрунтов и их гидрогеологические условия. Учёный отметил, что нынешнее более широкое распространение степей является также следствием и естественного остепнения.
Кандидатская диссертация Анатолия Дмитриевича Михеева сыграла большое значение для правильного размещения сельскохозяйственных культур с учётом знаний о геологическом строении и геоморфологии местности. Так, закладка плодовых садов на местах с близким залеганием к дневной поверхности нижнемеловых глин ведёт к жестокому хлорозу и гибели деревьев; распашка водораздельных песчаных пространств или неумеренный выпас приводят к губительной ветровой и водной эрозии; освоение маломощных перегнойно-карбонатных почв и глыбистых солонцов под пашню также экономически невыгодно.